# Игуманија Параскева (Топић)
Параскева Топић (Шипово, 4. јул 1945) монахиња је Српске православне цркве и бивша игуманија Манастира Гомирје.

## Биографија
Игуманија Параскева (Топић) рођена је 4. јула 1945. године у Шипову од побожних и честитих родитеља. Основно образовање стекла је у месту рођења.
У Манастир Гомирје, код Горског котара долази 20. фебруара 1967. године. Замонашена је 15. августа 1969. године од стране епископа горњокарловачкога Господина Симеона Злоковића добивши монашко име Параскева.
Постављена је за игуманију Манастира Гомирја 3. септембра 1970. и била је на том положају до 31. августа 2005. године када је управу преузео отац Михаило.